# Yu-Gi-Oh! Filmen
Yu-gi-oh! Filmen Ljusets pyramid (japansk titel Yûgiô Duel Monsters: Hikari no pyramid), är en amerikansk film från 2004. Regisserad av Hatsuki Tsuji. Filmen är baserad på den japanska mangaserien Yu-Gi-Oh!.

## Handling
Långt under Egyptens sand vaknar den ondskefulle dödsguden Anubis. Han besegrades för många år sedan av millenniepusslets ande, faraon Atem, eller Yami. Den ondskefulle Anubis återuppvaknande sätter Yugi och hans vänners skicklighet på prov inför deras mäktigaste motståndare någonsin. Han tänker krossa Yami och Yugi och ta över världen.

## Svenska röster
- Yugi Muto / Yami-Yugi - Johan Svensson
- Seto Kaiba - Viktor Kilsberg
- Anubis - Adam Fietz
- Jono - Andreas Werling
- Honda - Johan Werling
- Anzu / Mokuba - Mia Kihl
- (Farfar) - Solomon Muto - Stephan Karlsén
- Pegasus - Stefan Berglund